# August Konstanty Estko
August Konstanty Estko herbu Estken – cześnik kowieński po 1761 roku, członek konfederacji słuckiej w 1767 roku.